# Жилберту (ангольський футболіст)
Фелішберту Себастьян де Граса Амарал (порт. Felisberto Sebastião de Graça Amaral, нар. 21 вересня 1982, Луанда), відомий як Жилберту (порт. Gilberto, нар. 21 вересня 1982, Луанда) — ангольський футболіст, що грав на позиції півзахисника, зокрема за єгипетський «Аль-Аглі», а також національну збірну Анголи.

## Клубна кар'єра
У дорослому футболі дебютував 2001 року виступами за команду «Петру Атлетіку», в якій того року взяв участь у 13 матчах чемпіонату.
2002 року перейшов до єгипетського «Аль-Аглі», у складі якого провів наступні дев'ять сезонів кар'єри, вигравши за цей час низку національних та континентальних трофеїв, включаючи три титули переможця Ліги чемпіонів КАФ.
Протягом 2010—2013 років грав у Європі, спочатку за бельгійський «Льєрс», а згодом за кіпрський АЕЛ (Лімасол).
Завершував ігрову кар'єру на батьківщині, виступами за «Петру Атлетіку» у 2013—2014 роках та за «Бенфіку» (Луанда) протягом 2015.

## Виступи за збірні
2001 року залучався до складу молодіжної збірної Анголи. Був у її складі учасником першого для ангольців молодіжного чемпіонату світу 2001 року.
Того ж 2001 року дебютував в офіційних матчах у складі національної збірної Анголи.
У складі збірної був учасником Кубка африканських націй 2008 року в Гані, домашнього для ангольців Кубка африканських націй 2010 року, Кубка африканських націй 2012 року в Габоні та Екваторіальній Гвінеї, а також Кубка африканських націй 2013 року в ПАР.
Загалом протягом кар'єри у національній команді, яка тривала 15 років, провів у її формі 89 матчів, забивши 10 голів.

## Статистика виступів

### Статистика клубних виступів
| Сезон                | Команда              | Чемпіонат            | Чемпіонат | Чемпіонат | Національний кубок | Національний кубок | Національний кубок | Континентальні кубки | Континентальні кубки | Континентальні кубки | Інші змагання  | Інші змагання | Інші змагання | Усього | Усього |
| Сезон                | Команда              | Ліга                 | Ігор      | Голів     | Ліга               | Ігор               | Голів              | Ліга                 | Ігор                 | Голів                | Ліга           | Ігор          | Голів         | Ігор   | Голів  |
| -------------------- | -------------------- | -------------------- | --------- | --------- | ------------------ | ------------------ | ------------------ | -------------------- | -------------------- | -------------------- | -------------- | ------------- | ------------- | ------ | ------ |
| 2001–02              | «Аль-Аглі»           | ПЛ                   | 7         | 1         | КЄ                 | 2                  | 0                  | ЛЧ                   | 9                    | 0                    | СА-Є+СК КАФ    | 1+1           | 0             | 20     | 1      |
| 2002–03              | «Аль-Аглі»           | ПЛ                   | 21        | 2         | КЄ                 | 7                  | 1                  | ККАФ                 | 4                    | 1                    | -              | -             | -             | 30     | 4      |
| 2003–04              | «Аль-Аглі»           | ПЛ                   | 23        | 1         | КЄ                 | 2                  | 0                  | КАЧ+ЛЧ               | 7+2                  | 0                    | СКЄ            | 1             | 0             | 35     | 1      |
| 2004–05              | «Аль-Аглі»           | ПЛ                   | 15        | 1         | КЄ                 | 1                  | 0                  | ЛЧ                   | 13                   | 0                    | -              | -             | -             | 29     | 1      |
| 2005–06              | «Аль-Аглі»           | ПЛ                   | 11        | 1         | КЄ                 | 0                  | 0                  | ЛЧ                   | 0                    | 0                    | СКЄ+СК КАФ+КЧС | 1+0+1         | 0             | 13     | 1      |
| 2006–07              | «Аль-Аглі»           | ПЛ                   | 2         | 0         | КЄ                 | 0                  | 0                  | ЛЧ                   | 8                    | 0                    | СКЄ+СК КАФ+КЧС | 0             | 0             | 10     | 0      |
| 2007–08              | «Аль-Аглі»           | ПЛ                   | 20        | 1         | КЄ                 | 0                  | 0                  | ЛЧ                   | 12                   | 0                    | СКЄ            | 1             | 0             | 34     | 1      |
| 2008–09              | «Аль-Аглі»           | ПЛ                   | 22+1      | 1         | КЄ                 | 2                  | 0                  | ЛЧ+КК                | 4+2                  | 0                    | СКЄ+СК КАФ+КЧС | 0+1+1         | 0             | 33     | 1      |
| 2009–10              | «Аль-Аглі»           | ПЛ                   | 11        | 0         | КЄ                 | 3                  | 0                  | ЛЧ                   | 0                    | 0                    | СКЄ            | 1             | 0             | 15     | 0      |
| Усього за «Аль-Аглі» | Усього за «Аль-Аглі» | Усього за «Аль-Аглі» | 132+1     | 8         |                    | 17                 | 1                  |                      | 61                   | 1                    |                | 9             | 0             | 220    | 10     |
| 2010–11              | «Льєрс»              | ПЛ                   | 16+5      | 0         | КБ                 | 1                  | 0                  | -                    | -                    | -                    | -              | -             | -             | 22     | 0      |
| 2011-січ. 2012       | «Льєрс»              | ПЛ                   | 13        | 0         | КБ                 | 2                  | 0                  | -                    | -                    | -                    | -              | -             | -             | 15     | 0      |
| Усього за «Льєрс»    | Усього за «Льєрс»    | Усього за «Льєрс»    | 29+5      | 0         |                    | 3                  | 0                  |                      | -                    | -                    |                | -             | -             | 37     | 0      |
| січ.-черв. 2012      | АЕЛ                  | ЧК                   | 3+5       | 0         | КК                 | 5                  | 0                  | -                    | -                    | -                    | -              | -             | -             | 13     | 0      |
| 2012–13              | АЕЛ                  | ЧК                   | 6+2       | 1         | КК                 | 2                  | 0                  | ЛЧ+ЛЄ                | 5+2                  | 0                    | СКК            | 0             | 0             | 17     | 1      |
| Усього за АЕЛ        | Усього за АЕЛ        | Усього за АЕЛ        | 9+7       | 1         |                    | 7                  | 0                  |                      | 7                    | 0                    |                | 0             | 0             | 30     | 1      |
| Усього за кар'єру    | Усього за кар'єру    | Усього за кар'єру    | 183       | 9         |                    | 27                 | 1                  |                      | 68                   | 1                    |                | 9             | 0             | 287    | 11     |

## Титули і досягнення
- Чемпіон Єгипту (6):

«Аль-Аглі»: 2004—2005, 2005—2006, 2006—2007, 2007—2008, 2008—2009, 2009—2010
- Володар Кубка Єгипту (3):

«Аль-Аглі»: 2002—2003, 2005—2006, 2006—2007
- Переможець Ліги чемпіонів КАФ (3):

«Аль-Аглі»: 2005, 2006, 2008
- Володар Суперкубка КАФ (4):

«Аль-Аглі»: 2002, 2006, 2007, 2009
- Чемпіон Африки (U-21): 2001